# Salm-Kyrburg
Salm-Kyrburg fu un piccolo stato tardo medioevale situato nella regione del Renania-Palatinato, in Germania. Esso venne creato due volte: 
- nel 1499, distaccandosi dalla linea di Salm-Dhaun (diviso dall'Alto Salm). Conti di Renneberg sul Reno, i suoi sovrani furono Wild- e Rheingravi; successivamente vi si distaccarono nel 1607 le linee cadette di Salm-Mörchingen e Salm-Tronecken (estinta nel 1637). Venne ereditato dai Salm-Moerchingen nel 1681 e alla loro estinzione (1688) dai Salm-Neuweiler.

- costituito come principato (succeduto al più antico Principato di Salm-Leuze). A questo secondo stato vennero garantiti nuovi territori precedentemente appartenenti al principato vescovile di Münster nel 1803, aderendo alla Confederazione del Reno nel 1806, e venendo poi annesso dalla Francia nel 1810, per poi essere assegnato alla Prussia nel 1813. Gli interi titoli feudali usati dai Principi del risorto stato furono quelli di "Principe di Salm-Kyrburg, Principe sovrano di Ahaus, Bocholt e Gemen, Wildgravio di Daun e Kyrburg, Rheingravio di Stein".

## Principi di Salm-Kyrburg

### Wild- e Rheingravi (1499-1681)
- Giovanni VII (1499–1531)
- Giovanni VIII (1531–1548)
- Ottone I (1548–1607)
- Giovanni Casimiro (1607–1651)
- Giorgio Federico (1651–1681)

### Principi sovrani (1743-1813)
- Filippo Giuseppe (Wild- e Rheingravio di Salm-Leuze) (1743–1779) con
  - Giovanni XI Domenico Alberto (1742-1778)
- Federico III (1779–1794)
- Federico IV (1794–1813)
  - reggente Giovanna Francesca di Hohenzollern-Sigmaringen (1794-1801)
- Federico V (1801-1887)

### Principi titolari (1813-1905)
- Federico IV (1813–1859)
- Federico V (1859–1887)
- Federico VI Ludovico (1887–1905)